# 圣阿尔邦 (阿摩尔滨海省)
圣阿尔邦（法語：Saint-Alban，法語發音：[sɛ̃.t‿albɑ̃]）是法国阿摩尔滨海省的一个市镇，位于该省中东部偏北，属于圣布里厄区。

## 地理
圣阿尔邦（48°33'26"N, 2°32'6"W）面积30.43 平方千米，位于法国布列塔尼大區阿摩尔滨海省，该省份为法国西北部沿海省份，位于布列塔尼半岛北部，北濒大西洋英吉利海峡，西接菲尼斯泰尔省，南至莫尔比昂省，东临伊勒-维莱讷省。
与圣阿尔邦接壤的市镇（或旧市镇、城区）包括：拉布伊、埃尔基、埃南萨勒、普莱讷夫-瓦勒安德烈、朗巴勒阿摩尔。

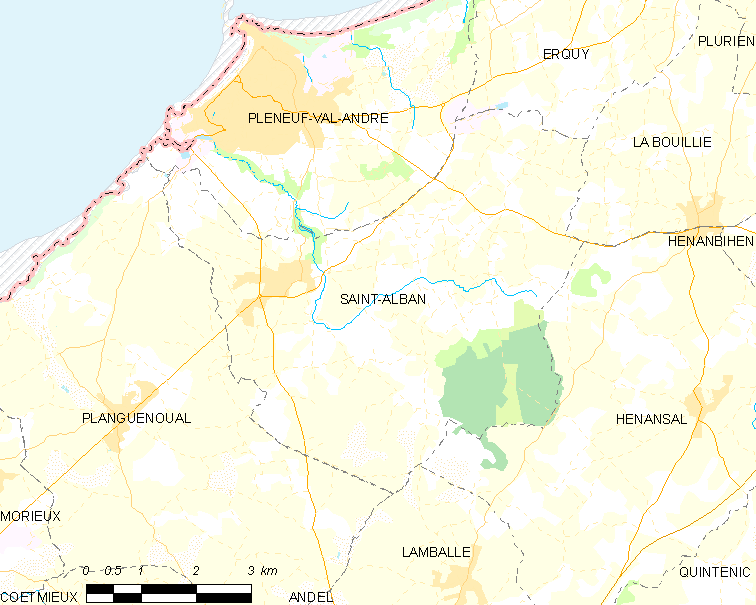
的OSM定位图

圣阿尔邦的时区为UTC+01:00、UTC+02:00（夏令时）。

## 行政
圣阿尔邦的邮政编码为，INSEE市镇编码为22273。

## 政治
圣阿尔邦所属的省级选区为普莱讷夫-瓦勒安德烈县。

## 人口

1962-2008年间人口变化图示

圣阿尔邦于2022年1月1日时的人口数量为2376人。